# Intsia
Intsia Thouars è un genere di piante arboree appartenente alla famiglia delle Fabacee, diffuso nel bacino dell'Indo-Pacifico.

## Tassonomia
Il genere comprende due specie:
- Intsia bijuga (Colebr.) Kuntze
- Intsia palembanica Miq.